# Smith Mills
Smith Mills es un lugar designado por el censo ubicado en el condado de Bristol en el estado estadounidense de Massachusetts. En el censo de 2010 tenía una población de 4.760 habitantes y una densidad poblacional de 388,72 personas por km².

## Geografía
Smith Mills se encuentra ubicado en las coordenadas 41°38′48″N 70°59′57″O / 41.64667, -70.99917. Según la Oficina del Censo de los Estados Unidos, Smith Mills tiene una superficie total de 12.25 km², de la cual 12.06 km² corresponden a tierra firme y (1.52%) 0.19 km² es agua.

## Demografía
Según el censo de 2010, había 4.760 personas residiendo en Smith Mills. La densidad de población era de 388,72 hab./km². De los 4.760 habitantes, Smith Mills estaba compuesto por el 92.33% blancos, el 1.28% eran afroamericanos, el 0.17% eran amerindios, el 2.54% eran asiáticos, el 0.06% eran isleños del Pacífico, el 1.66% eran de otras razas y el 1.95% pertenecían a dos o más razas. Del total de la población el 2.14% eran hispanos o latinos de cualquier raza.